# Astragalus lentilobus
Astragalus lentilobus là một loài thực vật có hoa trong họ Đậu. Loài này được Kamelin & Kovalevsk. miêu tả khoa học đầu tiên.